# تايلر مايرز
تايلر مايرز (بالإنجليزية: Tyler Myers)‏ هو لاعب هوكي الجليد كندي وأمريكي، ولد في 1 فبراير 1990 في هيوستن في الولايات المتحدة.

## وصلات خارجية
- تايلر مايرز على موقع دوري الهوكي الوطني (الإنجليزية)
- تايلر مايرز على موقع EliteProspects.com (الإنجليزية)
- تايلر مايرز على موقع HockeyDB.com (الإنجليزية)
- تايلر مايرز على موقع Hockey-Reference.com (الإنجليزية)